# ルーファスポーツ
ルーファスポーツ（Roufusport）は、アメリカ合衆国の格闘技ジム。ウィスコンシン州ミルウォーキーに所在。ルーファスポーツMMAアカデミーとしても知られている。

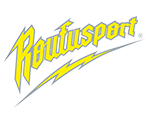
ロゴ

## 概要
1993年、キックボクシング世界王者のデューク・ルーファスが創設。当初はキックボクシングのジムだったが2005年からステファン・ボナーを招いて総合格闘技のクラスを開設した。

## コーチ
- デューク・ルーファス
- ベン・アスクレン

## 主な所属選手
- ベラル・ムハマッド（現UFC世界ウェルター級王者）
- タイロン・ウッドリー（元UFC世界ウェルター級王者）
- アンソニー・ペティス（元UFC世界ライト級王者）
- セルジオ・ペティス（元Bellator世界バンタム級王者）
- ラウフェオン・ストッツ（元Bellator世界バンタム級暫定王者）
- ポール・フェルダー
- メイシー・バーバー
- ベン・ロズウェル
- ダスティン・オーティス
- エリック・コク
- ジェラルド・マーシャート
- 平本蓮

## 元所属選手
- ベン・アスクレン（Bellator世界ウェルター級王者）
- ステファン・ボナー
- パット・バリー
- アラン・ベルチャー
- マット・ミトリオン
- CMパンク